# Carl von Vetterlein
Carl Vetterlein, seit 1888 von Vetterlein (* 30. Oktoberjul. / 11. November 1836greg. in Riga; † 3. Junijul. / 16. Juni 1902greg. in Hapsal) war ein baltisch-russischer Bibliothekar und Wirklicher Staatsrat.

## Leben

### Herkunft und Familie
Carl war ein Sohn des Schauspielers Friedrich Vetterlein und der Marie, geb. Herold. Er war vermählt mit Olga Meyer.

### Werdegang
Er besuchte in den Jahren 1847 bis 1855 das Gouvernements-Gymnasium in Mitau und studierte von 1855 bis 1857 Jurisprudenz an der Kaiserlichen Universität Dorpat. Seit 1859 war er Repetitor in St. Petersburg und seit 1862 Lehrer am 1. Kadetten-Korps. Von 1867 bis 1902 war er Bibliothekar, zuletzt Gehilfe des Direktors der kaiserlich öffentlichen Bibliothek St. Petersburg. Seit 1880 war er zudem gleichzeitig Lektor der Deutschen Sprache an der militärisch-juristischen Akademie. Bereits 1888 wurde er zum Wirklichen Staatsrat ernannt und damit nobilitiert.
Seit 1884 war er Korrespondierendes Mitglied der Gesellschaft für Geschichte und Altertumskunde der Ostseeprovinzen Russlands in Riga sowie seit 1895 auch der Kurländischen Gesellschaft für Literatur und Kunst.